# Kozia Góra (Przyłęczek)
Kozia Góra – część wsi Przyłęczek w Polsce, położona w województwie świętokrzyskim, w powiecie jędrzejowskim, w gminie Wodzisław.
W latach 1975–1998 Kozia Góra administracyjnie należała do województwa kieleckiego.